# Abdellah Blinda
Abdellah Blinda, właśc.  Abdellah El-Ajri (ur. 25 września 1951, zm. 17 marca 2010) – marokański piłkarz i trener piłkarski. Jako zawodnik grał w FUS Rabat.

## Kariera trenerska
Abdellah Blinda rozpoczął trenerską karierę w latach siedemdziesiątych w klubie FUS de Rabat.
W 1979 roku został trenerem FUS de Rabat i trenował go do 1982 roku. Z FUS wywalczył wicemistrzostwo Maroka 1981. W latach 1989–1992 ponownie trenował FUS de Rabat.
W 1990 roku pierwszy raz był selekcjonerem reprezentacji Maroka. Po raz drugi trenował Maroko w latach 1993–1994. Na turnieju w USA Marokańczycy przegrali wszystkie trzy spotkania grupowe. Po tym turnieju Abdellah Blinda pożegnał się z funkcją selekcjonera.